# Channel 4
Channel 4 es un canal de televisión del Reino Unido. El canal es propiedad de Channel Four Television Corporation, una corporación pública del Departamento de Cultura, Medios de Comunicación y Deporte del gobierno del Reino Unido.
El cuarto canal de la televisión británica comenzó a emitir el 2 de noviembre de 1982, rompiendo el duopolio que ostentaban BBC e ITV. A diferencia de otras cadenas comerciales europeas, Channel 4 debe encargar toda la programación nacional a productoras independientes, cumplir obligaciones de servicio público y financiarse con la venta de publicidad sin ánimo de lucro.
A lo largo de su historia, Channel 4 ha destacado por su amplia oferta de programas de entretenimiento, telecomedias, seriales y documentales, con un estilo más alternativo que el mostrado por BBC y ITV.

## Historia

### Antecedentes
Antes de que se fundase Channel 4, Reino Unido tenía tres canales en señal abierta: dos públicos (BBC1 y BBC2) y uno comercial con vocación de servicio público (ITV). La Ley Audiovisual de 1980 contemplaba la creación de un nuevo canal comercial con obligaciones de servicio público. Finalmente, el Parlamento británico aprobó la creación del cuarto canal en 1982.
El debate sobre la creación de este servicio estuvo latente desde la fundación en 1954 de ITV, una red de canales comerciales que operan servicios regionales y que obtienen concesión de un órgano audiovisual independiente, la Independent Broadcasting Authority (IBA). Con la llegada del UHF se determinó que Reino Unido tenía capacidad para proporcionar cuatro frecuencias: dos en VHF (BBC1 y ITV) y dos en el nuevo sistema; una para BBC2 y otra para un futuro canal comercial. Durante mucho tiempo se dio por hecho que ITV lo gestionaría e incluso el proyecto fue llamado en algunas partes «ITV2». No obstante, en el debate parlamentario de 1982 se acordó que el cuarto canal comercial debía ser gestionado por otro grupo bajo supervisión de la IBA, cumplir obligaciones de servicio público, ofrecer espacios para minorías no cubiertas por la competencia, y que toda su programación fuese de productoras independientes. Se rompía así el duopolio entre BBC y ITV.
En paralelo, el partido nacionalista de Gales reclamó que el cuarto canal emitiese solo en idioma galés para su territorio. Hasta entonces, el servicio en galés se reducía a las desconexiones regionales de BBC y ITV. La idea no gustaba al gobierno de Margaret Thatcher, partidario de una señal única, pero terminó cediendo con la creación de una autoridad diferente, Sianel Pedwar Cymru (S4C), que ofrecería contenido en galés y espacios cedidos por Channel 4, bajo la misma legislación. S4C comenzó sus emisiones un día antes que Channel 4, el 1 de noviembre de 1982.

### Creación de Channel 4 (1982-1993)

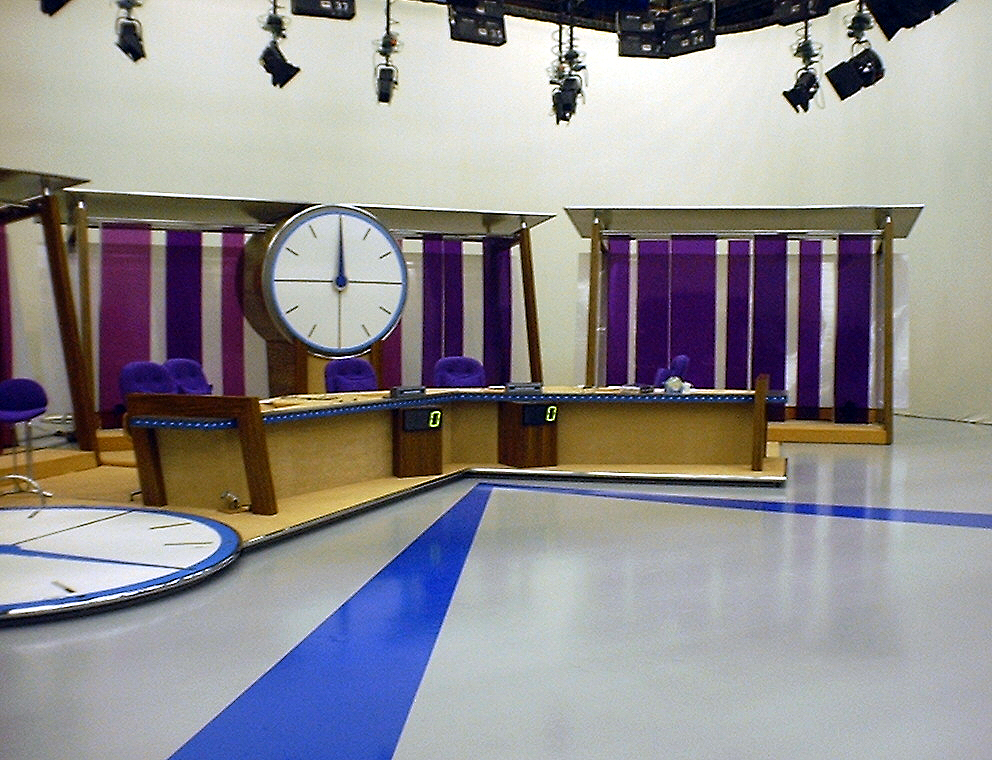
Countdown fue el primer concurso emitido en Channel 4 y es el único programa que se ha mantenido en antena desde 1982.

Después de unos meses en pruebas, Channel 4 comenzó sus emisiones el 2 de noviembre de 1982 con cobertura para todo el Reino Unido excepto Gales. Cinco minutos después se estrenó el concurso Countdown, presentado por Richard Whiteley y bajo la producción de Yorkshire Television. En el horario estelar pudo verse el primer capítulo de Brookside (novela ambientada en Liverpool que permaneció en la programación habitual hasta 2003) y una nueva entrega de El show de Paul Hogan.
Channel 4 pasó a estar controlado por la IBA desde 1982 hasta 1993. En todo ese tiempo las franquicias de ITV eran quienes vendían los bloques publicitarios; aunque éstas podían obtener una regalía, la mayoría de los ingresos eran redirigidos al nuevo canal. Mientras la BBC y ITV podían producir sus propios contenidos, Channel 4 estaba obligada a contratar todos los programas a productoras independientes. Jeremy Isaacs, procedente de Granada Television, fue el primer director ejecutivo desde 1982 hasta 1987. Bajo su mandato se trabajó en una línea arriesgada, con carácter alternativo y espacios para minorías.
Varias de las series del nuevo canal abordaban temas polémicos como conflictos sociales, discriminación sexual y marginación. El mayor ejemplo de esa línea fue Brookside, aunque también destacaron las estadounidenses St. Elsewhere y Hill Street Blues y la británica No Problem!, primera sitcom del país con un elenco de raza negra. Además, hubo una fuerte apuesta por la cultura con emisiones de teatro (El rey Lear de Laurence Olivier), ópera (Perfect Lives de Robert Ashley) y cine vanguardista de medianoche. Esa vocación minoritaria generó críticas de los tabloides y la prensa conservadora, que definieron a Channel 4 de «pretenciosa y fuera de sintonía» con los espectadores. En su primer año de vida, el share medio fue del 4,4%.
Sin embargo, Channel 4 se mantuvo fiel a esa apuesta y consiguió consolidarse, sobre todo gracias a sus programas de entretenimiento. Los más reseñables fueron el musical The Tube (1982-1987), The Comic Strip (1982-1988), la sitcom Fairly Secret Army (1984-1986, escrita por John Cleese) y el show de improvisación Whose Line Is It Anyway? (1988-1998). En enero de 1984 la miniserie A Woman of Substance fue vista por la cifra récord de 13,8 millones de espectadores. Por otro lado, los servicios informativos Channel 4 News se convirtieron en referencia por su cobertura de la huelga minera británica. Al finalizar 1986, el share total ascendía al 10,7% y la empresa obtuvo beneficios por primera vez.
Jeremy Isaacs fue reemplazado en 1988 por Michael Grade (exresponsable de BBC1) y bajo su mandato se enfatizó la apuesta por el entretenimiento, con un mayor número de estrenos estadounidenses como The Oprah Winfrey Show y Roseanne.

### Consolidación de Channel 4 (1993-2003)

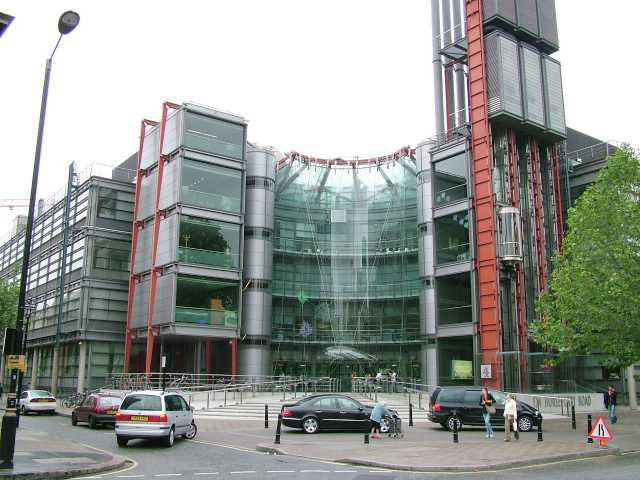
La sede de Channel 4 está situada en Londres y fue inaugurada en 1994.

A finales de la década de 1980, el gobierno de Thatcher impulsó la reorganización de la industria de radiodifusión comercial británica. Con la reforma de la Ley Audiovisual de 1990, la IBA desaparecería en 1991 para dar paso a un nuevo organismo regulador, la Independent Television Commission (ITC). En lo que respecta a Channel 4, se traspasaría su control a una nueva empresa pública independiente, Channel Four Television Corporation (C4C), que comenzaría a funcionar el 1 de enero de 1993. A partir de esa fecha, el canal se responsabilizaba de la venta de los espacios publicitarios, algo que también suponía preocuparse más por los índices de audiencia. A diferencia de lo que pasa en la mayoría de canales comerciales europeos, la ITC nombra a un presidente para C4C y este se encarga de elegir al director ejecutivo.

## Logotipos

1982-1996
1996-1999
1999-2004
2004-2015
2015-2023
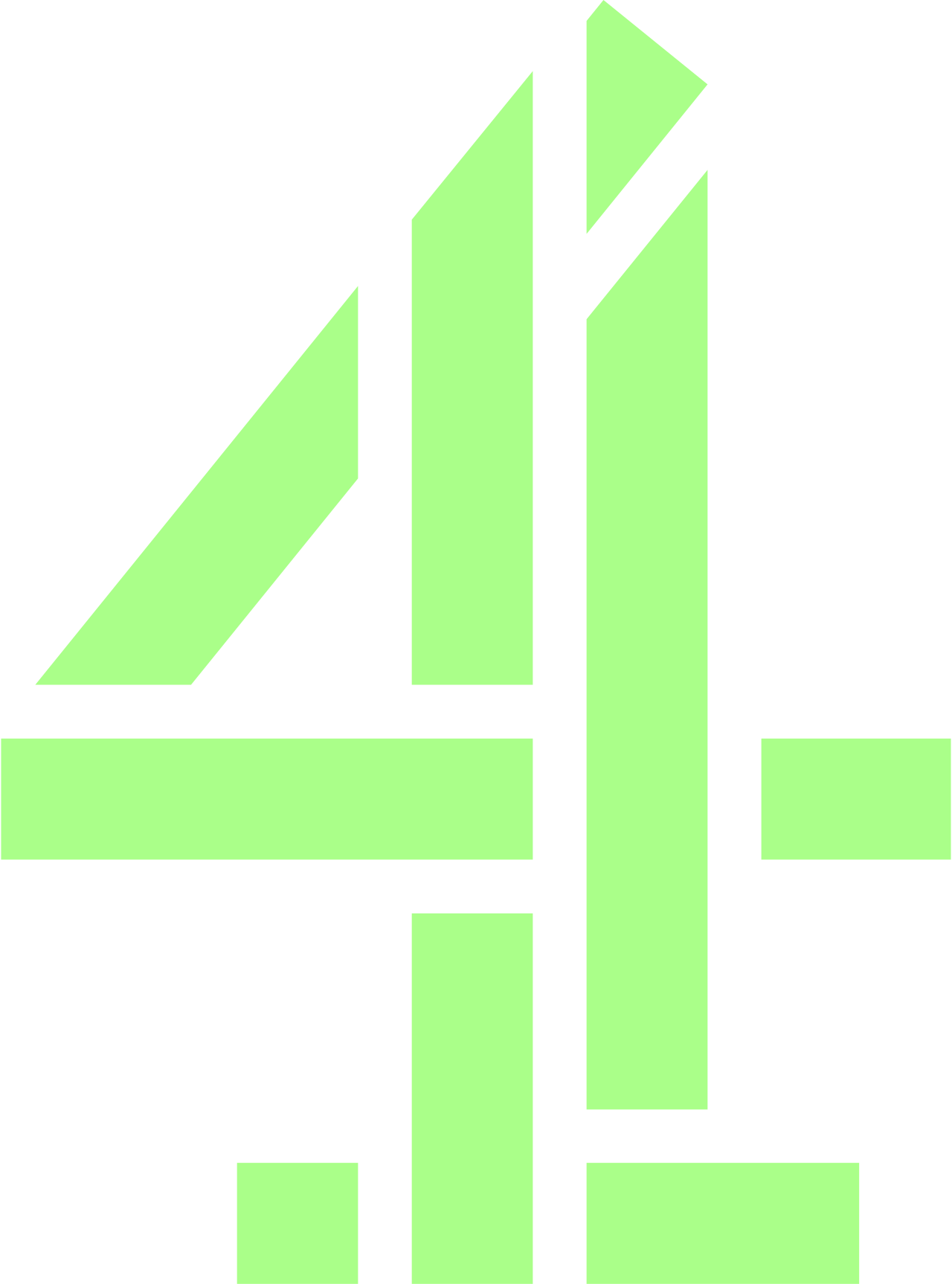
Desde 2023

## Canales
Con la nueva situación, el canal empezó a asumir una programación generalista con mayor apuesta por el entretenimiento y por espacios estadounidenses en el horario central. Channel 4 fue la encargada de ofrecer al Reino Unido series como Frasier, Friends, Urgencias y South Park. No obstante, su mayor contribución a la televisión británica fueron los programas de comedia. El late night satírico The 11 O'Clock Show (1998-2000) dio su primera oportunidad a artistas como Sacha Baron Cohen (creador de Ali G y Borat), Ricky Gervais y Mackenzie Crook. En el apartado de ficción, el serial Hollyoaks se estrenó en 1995 y continúa emitiéndose desde entonces.
Con la llegada del siglo XXI se reforzó la producción propia y el carácter transgresor de los inicios. Aunque la mayoría del horario central estaba ocupado por ficciones estadounidenses como Ally McBeal, The West Wing y Sex and the City, también hubo series británicas reseñables: las más convencionales Spaced (1999-2001) y Black Books (2000-2004) y las alternativas Queer as Folk (1999-2000) y Teachers (2001-2004). El entretenimiento siguió reportando notables éxitos como So Graham Norton (1998-2002) y Da Ali G Show (2000). Sin embargo, el área más popular fue la telerrealidad. En 1999 el documental Boiling Point llevó a la fama al chef Gordon Ramsay, quien se convirtió en una de las figuras del canal antes de dar el salto a Estados Unidos. Y en el 2000 se estrenó el concurso Big Brother, del que organizaron las diez primeras ediciones hasta 2010.
En 2001 se creó la empresa subsidiaria 4Ventures, responsable de las diferentes actividades comerciales de Channel 4. Entre ellas destacan la creación del primer canal temático E4, disponible al principio en televisión por satélite y digital de pago.

### Situación actual
A raíz de la nueva Ley Audiovisual en 2003, el gobierno británico hizo cambios en el modelo de gestión de Channel 4 para reforzar su papel de servicio público. En términos generales, se reclama que la programación refleje los gustos e intereses de una sociedad multicultural, estimule el debate público, muestre diferentes puntos de vista y ofrezca contenidos educativos. Estas nuevas pautas pretendían corregir el modelo populista seguido en los últimos años y dar más protagonismo a las producciones británicas. Además, a partir del 29 de diciembre de 2003, la ITC desaparecería para dar paso a un nuevo órgano regulador, la Office of Communications (Ofcom).
En 2005, la llegada a la dirección de Andy Duncan conllevó una apuesta por la televisión digital terrestre con una renovada oferta temática. E4 se convirtió en un canal gratuito al que se sumarían More4 (para mayores de 35 años) y Film4 (cine). También hubo una apuesta por la radio digital a través de la compra del 51% de Oneword, aunque el nuevo negocio tuvo que cerrar en 2008.
Channel 4 continuó siendo la tercera cadena de televisión en audiencia, por detrás de BBC One y ITV. En 2006 se convirtió en el primer canal británico que ofrecía toda su oferta en línea a través de la plataforma de video bajo demanda 4OD. Gente como Gordon Ramsay (Ramsay's Kitchen Nightmares), Bear Grylls (Man vs. Wild) y Jamie Oliver (Jamie's Kitchen) se dieron a conocer en todo el mundo gracias a sus espacios de docurrealidad. Además, el departamento de ficción siguió teniendo éxitos en el mercado internacional con The IT Crowd (2006-2013), Misfits (2009-2013), Secret State (2012), Utopia (2013-2014) y Black Mirror, ganadora del Premio Emmy Internacional en 2012 a la mejor miniserie.
En los últimos años, la competencia de la televisión digital ha restado espectadores a Channel 4, que ha pasado a ser la cuarta opción por detrás de BBC Two. En 2014 se filtró que el gobierno de David Cameron había estudiado la privatización de toda la corporación, pero la noticia fue desmentida por Vince Cable, secretario de Estado para el Comercio.
Como parte de un proceso de descentralización, Channel 4 ha trasladado su sede central a Leeds (Yorkshire) en 2023. El acuerdo incluye dos nuevos centros de producción en Bristol y Glasgow.

## Programación
Channel 4 no produce programas; está obligada por ley a externalizar el 100% de la programación a empresas independientes. Hasta la década de 1980, la mayoría de las producciones británicas eran realizadas por la BBC o por las franquicias regionales que forman parte de ITV, por lo que esta medida buscaba impulsar la industria audiovisual británica. Además de los contenidos, están externalizados los servicios informativos (a cargo de Independent Television News) y la transmisión. En la actualidad, Channel 4 contrata a más de 100 productoras nacionales e internacionales, cuyas obras deben cumplir un código de conducta facilitado por la Ofcom.
A lo largo de su historia, Channel 4 se ha granjeado una reputación dentro de la industria audiovisual británica gracias a la apuesta por formatos innovadores. A nivel internacional su producto más conocido son las series, muchas de las cuales se han exportado a otros países o han sido adaptadas por las grandes cadenas de Estados Unidos. Algunas de las más conocidas por orden cronológico son Brookside (1982-2003), A Woman of Substance (1983), Max Headroom (1987), Hollyoaks (1995-), Father Ted (1995-1998) Queer as Folk (1999), Black Books (2000-2004), As If (2001-2004), Shameless (2004-2013), The IT Crowd (2006-2013), Misfits (2009-2013), Secret State (2012), Black Mirror (2011-2014), Utopia (2013-2014) y Derry Girls (2018-2022). También ha estrenado series estadounidenses de éxito como Roseanne, Frasier, Friends, Urgencias, South Park, My name is Earl, Scrubs, The Big Bang Theory y las nuevas temporadas de Los Simpson.
En el apartado de entretenimiento, el canal ha exportado formatos de éxito a nivel internacional. Los más conocidos fuera del Reino Unido son los espacios de coaching (Ramsay's Kitchen Nightmares, Undercover Boss, Supernanny, Wife Swap y Big Fat Gypsy Weddings) y telerrealidad (Man vs. Wild, Jamie's Great Britain, Gogglebox). Además, desde 2001 hasta 2010 ofreció las diez primeras temporadas de Big Brother. Por otra parte, el área de entretenimiento ha destacado por su estilo de humor irreverente. Uno de los primeros formatos que pudo exportar fue el show de improvisación Whose Line Is It Anyway? (1988-1998). El late night satírico The 11 O'Clock Show (1998-2000) que dio a conocer a Sacha Baron Cohen (creador de Ali G y Borat), Ricky Gervais y Mackenzie Crook, entre otros cómicos. Otros ejemplos son So Graham Norton (1998-2002) y 8 Out of 10 Cats (2005-), presentado por Jimmy Carr. Actualmente su mayor éxito en audiencias es The Great British Bake Off, que se emite en Channel 4 desde 2017.
Los únicos programas de Channel 4 que siguen emitiéndose desde 1982 son Countdown (versión británica del concurso francés Cifras y Letras) y Channel 4 News.

## Canales temáticos
El cuarto canal se ocupa también de los siguientes canales temáticos, disponibles en televisión digital terrestre y plataformas de satélite:
- E4 — canal de entretenimiento, orientado a un público objetivo entre 16 y 34 años.
- Film4 — canal de cine, es también la marca de las producciones cinematográficas financiadas por Channel 4.
- More4 — canal temático orientado a telerrealidad, documentales y estilo de vida.
- 4seven — señal alternativa con reposiciones.
- 4music — canal con música y videoclips.

## Organización

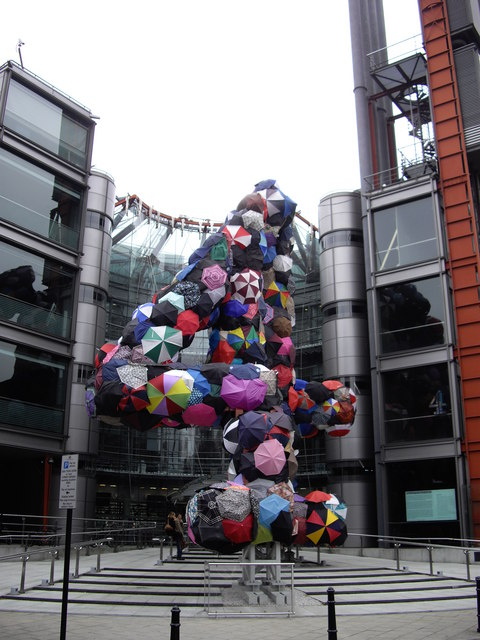
Escultura del logo de Channel 4.

La labor de Channel 4 está supeditada al cumplimiento de unos objetivos de servicio público. Las condiciones son renovadas periódicamente por la Oficina de Comunicaciones (Ofcom), ante la que debe responder. El preámbulo de la Ley Audiovisual de 2003 especifica lo siguiente:
El cometido de servicio público de Channel 4 es facilitar un amplio espectro de programación diversa y de alta calidad que, en particular:
1. demuestre innovación, experimentación y creatividad en el formato y contenido de los programas;
2. apele a los gustos e intereses de una sociedad cultural diversa;
3. contribuya significativamente a cubrir las necesidades de los canales públicos respecto a programas de naturaleza educativa y otros espacios con valores educativos;
4. tenga una personalidad diferenciada.

Channel 4 está controlado desde 1993 por Channel Four Corporation (C4C), una corporación pública que gestiona negocios en televisión, cine e internet. La Ofcom se encarga de nombrar a tiempo parcial a su presidente, cuyo mandato está limitado a seis años, y este a su vez debe designar un director ejecutivo que llevará la gestión diaria de la compañía.
| Presidente - Edmund Dell (1982-1987) - Richard Attenborough (1987-1992) - Michael Bishop (1993-1997) - Vanni Treves (1998-2003) - Luke Johnson (2004-2010) - Terence Burns (2010-2016) - Charles Gurassa (Desde 2016) | Director ejecutivo - Jeremy Isaacs (1981-1987) - Michael Grade (1988-1997) - Michael Jackson (1997-2001) - Mark Thompson (2002-2004) - Andy Duncan (2004-2009) - David Abraham (2010-2017) - Alexandra Mahon (desde 2017) |

## Financiación
Channel 4 es una empresa pública sin ánimo de lucro. Al tener licencia de televisión comercial, debe financiar sus actividades con la venta de publicidad y productos. Sin embargo, los ingresos solo pueden invertirse en contenido para el canal y debe reportar su actividad anual a la Ofcom. La Ley Audiovisual de 2003 prevé que los departamentos deficitarios, como informativos, puedan beneficiarse de los ingresos extra de otros más rentables para garantizar su independencia.
El canal se encarga de gestionar los ingresos publicitarios como cualquier televisión comercial desde 1993. Anteriormente, las franquicias de ITV le pagaban una tasa en compensación por vender los bloques de publicidad en sus respectivas regiones.
Los ingresos de la corporación Channel Four proceden de la venta de anuncios, patrocinadores, merchandising, exportación de formatos y derechos de autor. En 2012, la compañía ganó 925 millones de libras y el 91% eran de la venta de publicidad. Todo lo ingresado sirve no solo para financiar la actividad de Channel 4, sino también de sus canales temáticos (E4, More4 y Film4) y del servicio de video bajo demanda. En la práctica, esas actividades complementarias son deficitarias.
En 2007, debido a problemas financieros derivados de la crisis económica, Channel 4 tuvo que pedir ayuda al gobierno para mantenerse. El estado le concedió un crédito excepcional de 14 millones de libras durante seis años, que procedía del canon televisivo con el que se asume el coste de la BBC. Desde entonces existe un debate sobre el modelo de financiación de Channel 4: algunos diputados del Partido Conservador han propuesto su privatización (igual que ITV y Channel 5), mientras que la Ofcom sugirió en 2009 que fuese sostenible a través de «asociaciones, empresas conjuntas o fusiones».

## Imagen corporativa

Logotipo clásico de Channel 4.

El logotipo de Channel 4 fue diseñado en 1982 por Martin Lambie-Nairn (creador del estudio Lambie Nairn) y consiste en un número «4» formado por nueve bloques de colores, que podían recomponerse de distintas formas gracias a la animación por ordenador, de forma similar a un rompecabezas. La sintonía que acompañaba esas imágenes era «Fourscore», compuesta por Lord David Dundas. Como Channel 4 está obligada a contratar todos sus servicios a productoras independientes, Lambie-Nairn tomó la idea e hizo un logo donde diferentes formas se unían para crear un elemento común. Las cortinillas originales se mantuvieron hasta 1992.
El número «4» formado por bloques se ha mantenido hasta hoy, pero han existido diferentes versiones. En 1996 se combinó con cuatro círculos conectados entre sí; en 1999 se colocó dentro de un cuadrado blanco, y en 2004 se utilizaron escenarios reales con imágenes en tres dimensiones que recuperaban la idea original del rompecabezas. La imagen actual data de 2015, con presentaciones que deconstruyen los bloques del logotipo.
Al igual que la mayoría de televisiones británicas, Channel 4 utiliza locutores de continuidad que anuncian la programación sobre las presentaciones.

## Controversia
A lo largo de su historia, Channel 4 ha presumido de plantear en la televisión británica asuntos problemáticos como conflictos sociales, discriminación sexual y marginación, que han servido para generar debate entre la sociedad. Durante la dirección de Jeremy Isaacs, la prensa conservadora apodó al canal «Channel Swore» (juego de palabras con «blasfemar») para criticar su apuesta por espacios con lenguaje soez o escenas de sexo y violencia, en especial la programación nocturna. Ya en 1982, la IBA reclamó a la dirección que censurase 12 minutos del documental The Animals Film por presunta apología del crimen, y en 1983 obligó a retirar el programa semanal One in Five, el primero dedicado a la comunidad LGBT, a las pocas semanas de su estreno.
El serial Brookside (1982-2003), éxito de audiencias durante la década de 1990, se hizo muy popular por afrontar temas controvertidos con un tono realista: violencia de género, corrupción de menores, tráfico de drogas e incluso un caso de parricidio, inspirado en un asesinato real. Brookside fue también la primera serie británica con un beso entre lesbianas, algo inédito hasta 1994. Hollyoaks mantiene líneas argumentales en la misma dirección.
En 1999, la ITC advirtió a Channel 4 por un episodio de Queer as Folk donde uno de los protagonistas, un joven de 15 años, mantenía relaciones sexuales con otro hombre de 29. Otros hechos polémicos han sido el reportaje Hell's Angel que cuestiona a la Madre Teresa de Calcuta (1994), la emisión de un aborto (My Foetus, 2004), autopsias de cadáveres (Autopsy: Life and Death), noticias contra figuras de la Familia Real Británica y el documental La gran farsa del calentamiento global (2007).
El episodio más polémico vivido por la cadena ocurrió en la quinta edición de Celebrity Big Brother, celebrada en 2007. La actriz india Shilpa Shetty sufrió acoso psicológico por parte de tres rivales: Jade Goody, la modelo Danielle Lloyd y la cantante Jo O'Meara, quienes usaron términos como «perra» o «paki» (calificativo despectivo con el que los británicos se refieren a los pakistaníes) y se mofaron de su acento. A pesar de todas las provocaciones, Shetty mantuvo la calma y se proclamó vencedora.
Channel 4 emitió los incidentes sin censura y en principio definió todo como «una rivalidad entre chicas». Sin embargo, se promovió un boicot contra los anunciantes de Big Brother y varios patrocinadores cancelaron o suspendieron sus acuerdos, por lo que los directivos acabaron rectificando. El asunto estuvo a punto de causar un conflicto diplomático, pues el ministro indio de Asuntos Exteriores pidió explicaciones al gobierno británico. El primer ministro Tony Blair condenó el racismo «en todas sus formas» y el ex secretario de Estado para Europa, Keith Vaz, solicitó a las televisiones británicas que «anden con más cuidado antes de emitir ese tipo de material ante millones de personas en todo el país». La Ofcom recibió la cifra récord de 44.500 quejas y después de una investigación oficial, sancionó a Channel 4 por haber violado los códigos de conducta y sus obligaciones de servicio público.